# Chiesa di San Martino Vescovo (Paese)
La chiesa di San Martino Vescovo è la parrocchiale di Paese, in provincia e diocesi di Treviso; è sede del vicariato di Paese.

## Storia
La primitiva chiesa di Paese sorse nel Quattrocento; tale edificio, in stile romanico, era ad una sola navata e presentava l'abside di forma quadrangolare voltata a crociera e la facciata era caratterizzata da un timpano, da un rosone e da un portale a sesto acuto dotato di strombatura.
Nel 1492 venne eretto il campanile.

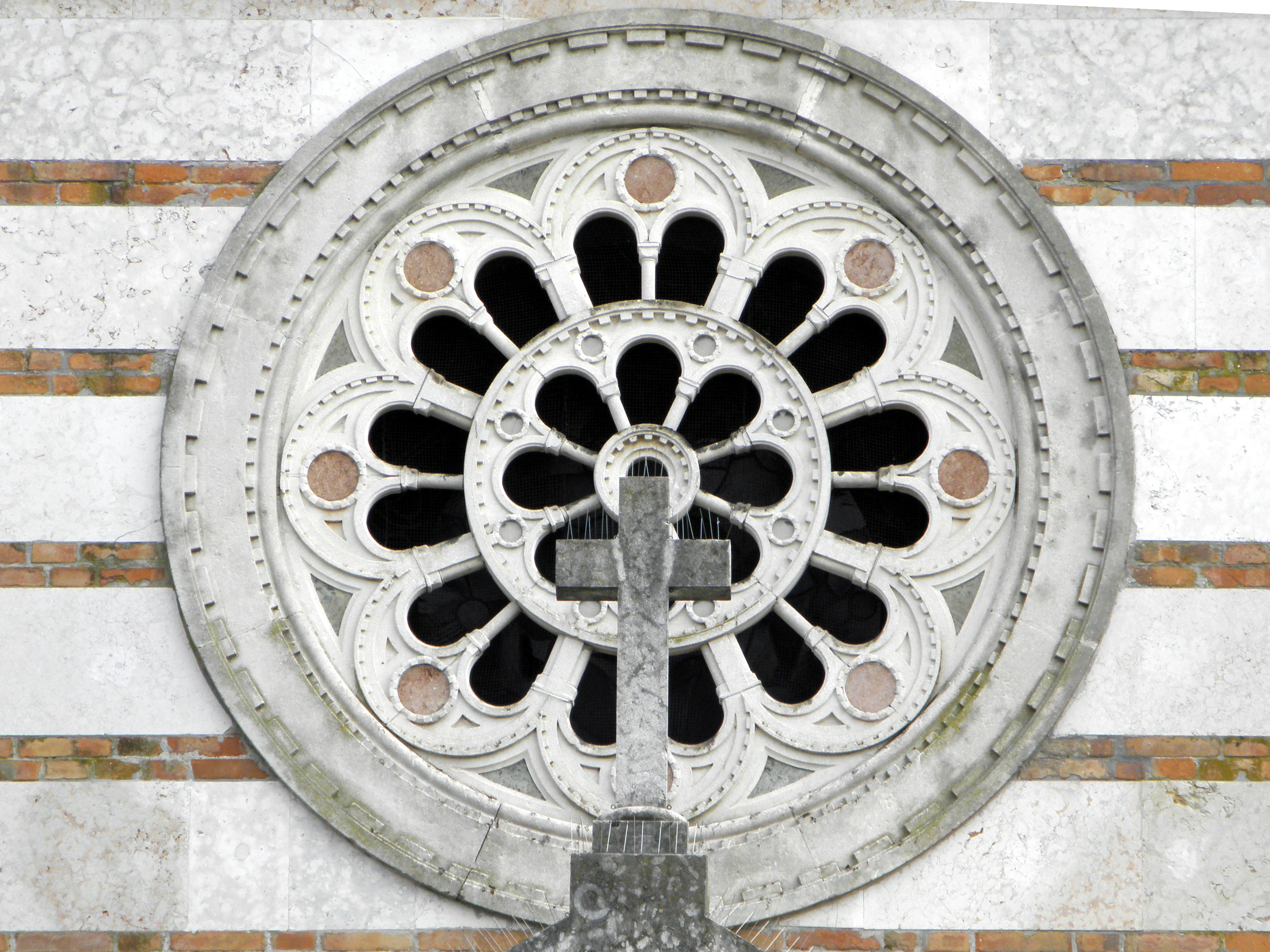
Il rosone.

Nel 1603 la chiesa venne riedificata addossata al campanile. Al secolo successivo risalivano il presbiterio, il soffitto decorato a stucco e gli affreschi di Sebastiano Santi. 
Nel 1750 l'edificio fu ingrandito e riconsacrato nel 1775, per poi venir dichiarato arcipretale nel 1793.
L'attuale parrocchiale è frutto del rifacimento a tre navate condotto nel 1918 su disegno di Lorenzo e Angelo Melchiori; tra il 1954 e il 1957 venne costruita la nuova facciata.
Nel 1961 fu realizzato il controsoffitto e nel 1965 il tetto fu oggetto di un restauro.
Nel 2001, in seguito al parziale crollo del colmo del tetto, la chiesa dovette essere dichiarata inagibile; tra il 2002 e il 2003 venne ristrutturata e consolidata e quindi poté essere riaperta al culto.

## Descrizione

### Facciata
La facciata della chiesa, che è in stile neoromanico ed a salienti, è caratterizzata da un'alternanza di fasce orizzontali di laterizio rossiccio e di pietra bianca; presenta, inoltre, degli archetti pensili sotto la linea di gronda e un protiro con volta a botte, sopra il quale s'apre il rosone e ai cui lati vi sono gli ingressi laterali.

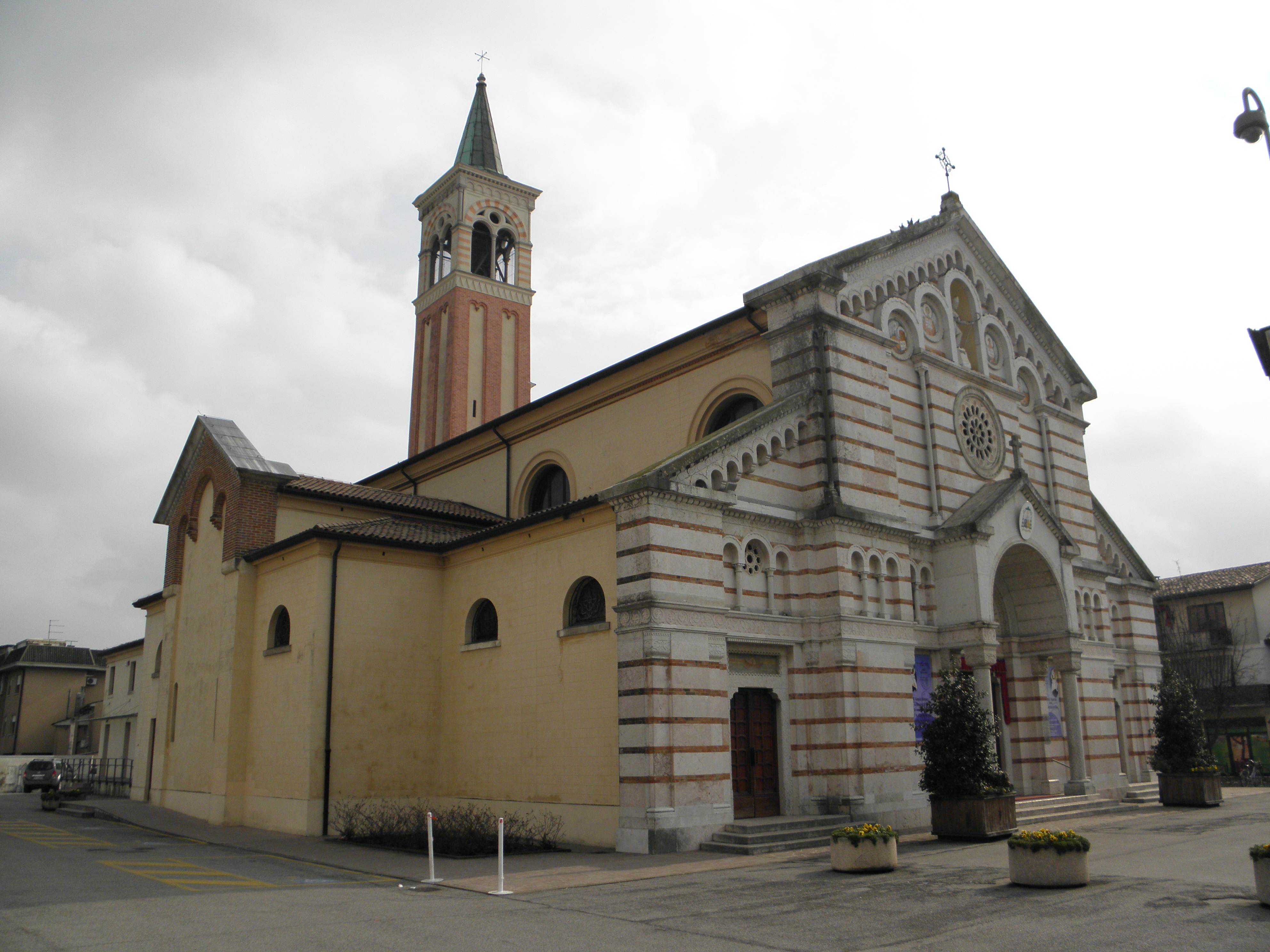
La chiesa

### Interno
L'interno della chiesa è suddiviso in tre navate; l'aula termina con il presbiterio, rialzato di tre gradini e a sua volta chiuso dall'abside di forma semicircolare.
Nell'altar maggiore è presente la Pala di San Martino, olio su tavola quattrocentesco di Gerolamo Pennacchis senior di Treviso. Ai lati del coro sono posti due affreschi di Gian Maria Lepscky risalenti al 1946. Nella navata destra è presente l'altare nel quale riposa San Romano diacono e martire e un altare del Rosario del 1580. Nel soffitto, la Gloria di San Martino di Berto Rossato, mentre in controfacciata è posto un quadro di Antonio Beni. Il fonte battesimale apparteneva alla vecchia chiesa di Possagno in cui fu battezzato Antonio Canova. Organo a canne: esisteva un piccolo organo Pugina ad un Manuale. Questo piccolo strumento trasformato a due Manuali ora si trova nel duomo di Macerata, sostituito nel 1979 da uno strumento a due manuali costruito dal Maestro del Coro Silvano Girotto e dal figlio Alessandro con 25 registri, disposto su due manuali che da circa 10 anni è stato smontato a seguito dei lavori eseguiti per la consolidazione del tetto della chiesa. e non più rimontato.